# Hotel Belmar

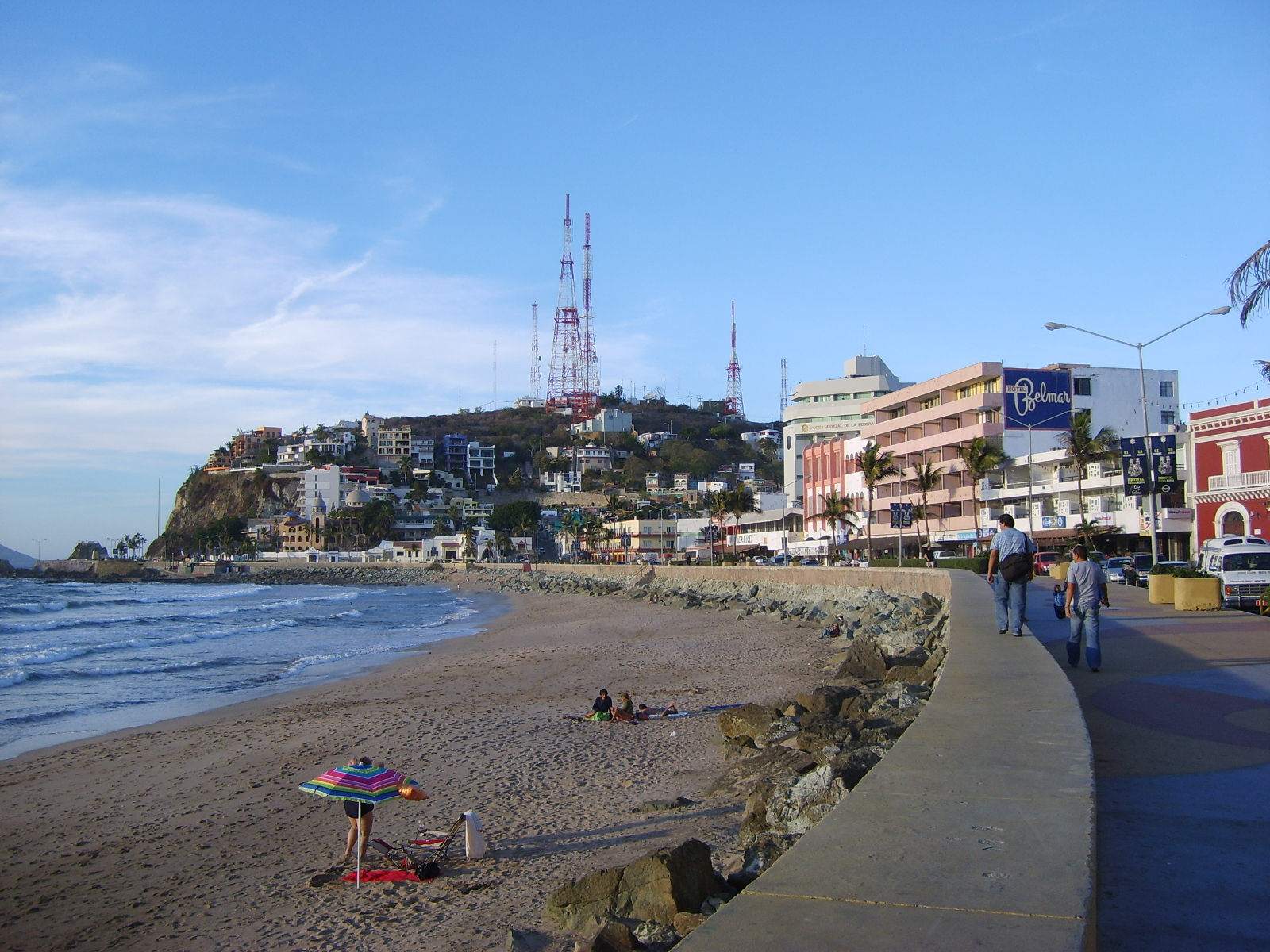
Blick auf das am Paseo Olas Altas gelegene Hotel Belmar (rechts)

Hotel Belmar ist das älteste noch bestehende Hotel der Stadt Mazatlán im mexikanischen Bundesstaat Sinaloa. Es wurde 1896 gegründet und befindet sich seit 1921 unter Nummer 166 des Paseo Olas Altas.

## Geschichte
Die Gründung des Hotel Belmar geht zurück auf den wohlhabenden US-Amerikaner Louis Bradbury, dem Hauptaktionär der Compañía Minera del Tajo; zu jener Zeit die ertragreichste Gold- und Silbermine in der Nähe der Stadt Rosario, Sinaloa.
Über einen langen Zeitraum war das Hotel Belmar die einzige touristische Unterkunft, die einen Blick auf den Pazifik bot. Darüber hinaus bot die Gartenanlage auf seiner Rückseite den Gästen eine Vielzahl von Pflanzen, Stauden und exotischen Vögeln aus allen Teilen der Welt.
Die Blütezeit waren die 1920er bis 1960er Jahre, als das Hotel Hollywoodgrößen und Stars wie John Wayne, Robert Mitchum, Tyrone Power, Bing Crosby, Robert Taylor und Rita Hayworth beherbergte.
Das Hotel Belmar beteiligt sich regelmäßig an den hiesigen Karnevalsveranstaltungen; dem angeblich weltweit drittgrößten Karneval nach Rio und New Orleans.
Bei der Karnevalsveranstaltung des Jahres 1944 wurde im Hotel Belmar der seinerzeitige Gouverneur von Sinaloa, Oberst Rodolfo T. Loaiza, von Rodolfo Valdés „El Gitano“ ermordet, als er gerade mit der frisch gekrönten Karnevalsprinzessin Lucila Medrano den  Tanz eröffnen wollte. Das genaue Mordmotiv blieb ungeklärt und auch die Hintermänner der Tat konnten nie ermittelt werden.